# Actoés V
Actoés V (em grego clássico: Αχθωης; romaniz.: Achthoes) ou Uacaré Queti V (em egípcio: W3ḥ-k3-Rˁ-ḫtj(j)) foi um faraó da IX ou X dinastia. É atestado num caixão (Cairo CG 28088) reutilizado durante a XII dinastia.